# Riala
Riala est une localité de Suède dans la commune de Norrtälje située dans le comté de Stockholm.
Sa population était de 373 habitants en 2019.